# Kacha Another
Kacha Another è il secondo album in studio del cantante thailandese Nontanun Anchuleepradit (Kacha), pubblicato nel 2017 sotto etichetta GMM Grammy.

## Tracce
1. I Found You (feat. Chonlathorn Kongyingyong) – 3:54
2. Chua mohng tee pen jai – 4:11
3. Plian gun mai – 4:02
4. Nup gae – 4:13
5. Mai yaak hai ter haai dee – 4:33
6. Pluto – 5:21
7. Tai kwahm soht – 3:21
8. Roy yim kaung tur – 3:26
9. I Found You (Kacha Version) – 3:53
10. Chua mohng tee pen jai (Film Version) – 4:15